# Mistrzostwa Świata w Piłce Nożnej 2014 (eliminacje strefy UEFA)/Grupa 9
W Grupie 9 eliminacji do MŚ 2014 brały udział następujące zespoły:
- Hiszpania
- Francja
- Białoruś
- Gruzja
- Finlandia

## Tabela
| Lp. | Drużyna   | M | Mecze | Mecze | Mecze | Bramki | Bramki | Bramki | Pkt |
| Lp. | Drużyna   | M | W     | R     | P     | +      | −      | +/−    | Pkt |
| --- | --------- | - | ----- | ----- | ----- | ------ | ------ | ------ | --- |
| 1.  | Hiszpania | 8 | 6     | 2     | 0     | 14     | 3      | +11    | 20  |
| 2.  | Francja   | 8 | 5     | 2     | 1     | 15     | 6      | +9     | 17  |
| 3.  | Finlandia | 8 | 2     | 3     | 3     | 5      | 9      | −4     | 9   |
| 4.  | Gruzja    | 8 | 1     | 2     | 5     | 3      | 10     | −7     | 5   |
| 5.  | Białoruś  | 8 | 1     | 1     | 6     | 7      | 16     | −9     | 4   |

|           | Hiszpania | Francja | Białoruś | Gruzja | Finlandia |
| --------- | --------- | ------- | -------- | ------ | --------- |
| Hiszpania | X         | 1:1     | 2:1      | 2:0    | 1:1       |
| Francja   | 0:1       | X       | 3:1      | 3:1    | 3:0       |
| Białoruś  | 0:4       | 2:4     | X        | 2:0    | 1:1       |
| Gruzja    | 0:1       | 0:0     | 1:0      | X      | 0:1       |
| Finlandia | 0:2       | 0:1     | 1:0      | 1:1    | X         |

## Wyniki
Czas: CET
| 7 września 2012 21:00 | Gruzja · Okriaszwili 52' | 1:0(0:0)Raport | Białoruś | Stadion Borysa Paiczadze, Tbilisi Widzów: 20 000 Sędzia: Stanisław Todorow |
|                       |                          |                |          |                                                                            |

| 7 września 2012 21:30 | Finlandia | 0:1(0:1)Raport | Francja · 20' Diaby | Stadion Olimpijski, Helsinki Widzów: 35 111 Sędzia: Craig Thomson |
|                       |           |                |                     |                                                                   |

| 11 września 2012 21:00 | Francja · Capoue 49' · Jallet 68' · Ribéry 80' | 3:1(0:0)Raport | Białoruś · 72' Puciła | Stade de France, Paryż Widzów: 55 552 Sędzia: Hüseyin Göçek |
|                        |                                                |                |                       |                                                             |

| 11 września 2012 21:30 | Gruzja | 0:1(0:0)Raport | Hiszpania · 86' Soldado | Stadion Borysa Paiczadze, Tbilisi Widzów: 54 598 Sędzia: Svein Oddvar Moen |
|                        |        |                |                         |                                                                            |

| 12 października 2012 21:00 | Białoruś | 0:4(0:2)Raport | Hiszpania · 12' Alba · 21', 69', 72' Pedro | Stadion Dynama, Mińsk Widzów: 28 800 Sędzia: Serge Gumienny |
|                            |          |                |                                            |                                                             |

| 12 października 2012 18:30 | Finlandia · Hämäläinen 63' | 1:1(0:0)Raport | Gruzja · 56' Kaszia | Stadion Olimpijski, Helsinki Widzów: 12 607 Sędzia: Jewhen Aranowski |
|                            |                            |                |                     |                                                                      |

| 16 października 2012 21:00 | Hiszpania · Ramos 25' | 1:1(1:0)Raport | Francja · 90+4' Giroud | Estadio Vicente Calderón, Madryt Widzów: 46 825 Sędzia: Felix Brych |
|                            |                       |                |                        |                                                                     |

| 16 października 2012 19:00 | Białoruś · Bressan 6' · Drahun 28' | 2:0(2:0)Raport | Gruzja | Stadion Dynama Mińsk, Mińsk Widzów: 15 300 Sędzia: Robert Schörgenhofer |
|                            |                                    |                |        |                                                                         |

| 22 marca 2013 21:00 | Francja · Giroud 45+1' · Valbuena 47' · Ribery 61' | 3:1(1:0)Raport | Gruzja · 71' Kobachidze | Stade de France, Paryż Widzów: 71 147 Sędzia: Ivan Bebek |
|                     |                                                    |                |                         |                                                          |

| 22 marca 2013 20:45 | Hiszpania · Ramos 49' | 1:1(0:0)Raport | Finlandia · 79' Pukki | Estadio El Molinón, Gijón Widzów: 27 637 Sędzia: Ovidiu Hategan |
|                     |                       |                |                       |                                                                 |

| 26 marca 2013 21:00 | Francja | 0:1(0:0)Raport | Hiszpania · 58' Pedro | Stade de France, Paryż Widzów: 78 329 Sędzia: Viktor Kassai |
|                     |         |                |                       |                                                             |

| 7 czerwca 2013 18:00 | Finlandia · Hamalainen 57' | 1:0(0:0)Raport | Białoruś | Stadion Olimpijski, Helsinki Widzów: 24 916 Sędzia: Eli Hacmon |
|                      |                            |                |          |                                                                |

| 11 czerwca 2013 19:00 | Białoruś · Wierchaucou 85' | 1:1(0:1)Raport | Finlandia · 24' Pukki | Stadion Centralny, Homel Widzów: 10 100 Sędzia: Libor Kovarik |
|                       |                            |                |                       |                                                               |

| 6 września 2013 20:15 | Gruzja | 0:0(0:0)Raport | Francja | Stadion Borysa Paiczadze, Tbilisi Widzów: 25 000 Sędzia: Firat Aydinus |
|                       |        |                |         |                                                                        |

| 6 września 2013 20:30 | Finlandia | 0:2(0:1)Raport | Hiszpania · 19' Alba · 86' Negredo | Stadion Olimpijski, Helsinki Widzów: 37 492 Sędzia: Ivan Bebek |
|                       |           |                |                                    |                                                                |

| 10 września 2013 21:00 | Białoruś · Filipienka 32' · Kałaczou 57' | 2:4(1:0)Raport | Francja · 47', 64' (k) Ribéry · 70' Nasri · 73' Pogba | Stadion Centralny, Homel Widzów: 12 203 Sędzia: Daniele Orsato |
|                        |                                          |                |                                                       |                                                                |

| 10 września 2013 19:00 | Gruzja | 0:1(0:0)Raport | Finlandia · Eremenko 74' (k) | Stadion Borysa Paiczadze, Tbilisi Widzów: 25 321 Sędzia: Leontios Trattou |
|                        |        |                |                              |                                                                           |

| 11 października 2013 22:00 | Hiszpania · Xavi 61' · Negredo 78' | 2:1(0:0)Raport | Białoruś · 89' Karnilenka | Iberostar, Palma Widzów: 22 900 Sędzia: Bas Nijhuis |
|                            |                                    |                |                           |                                                     |

| 15 października 2013 21:00 | Hiszpania · Negredo 26' · Mata 61' | 2:01:0Raport | Gruzja | Estadio Carlos Belmonte, Albacete Widzów: 16 133 Sędzia: Florian Meyer |
|                            |                                    |              |        |                                                                        |

| 15 października 2013 22:00 | Francja · Ribery 8' · Toivio 76' (sam.) · Benzema 87' | 3:01:0Raport | Finlandia | Stade de France, Paryż Widzów: 70 156 Sędzia: Michael Koukoulakis |
|                            |                                                       |              |           |                                                                   |

## Strzelcy

### 5 goli
- Franck Ribéry

### 4 gole
- Pedro Rodríguez

### 3 gole
- Álvaro Negredo

### 2 gole
- Kasper Hämäläinen
- Teemu Pukki
- Olivier Giroud
- Jordi Alba
- Sergio Ramos

### 1 gol
- Renan Bressan
- Stanisłau Drahun
- Jahor Filipienka
- Cimafiej Kałaczou
- Siarhiej Karnilenka
- Anton Puciła
- Dzmitryj Wierchaucou
- Roman Eremenko
- Étienne Capoue
- Abou Diaby
- Christophe Jallet
- Samir Nasri
- Paul Pogba
- Mathieu Valbuena
- Karim Benzema
- Guram Kaszia
- Aleksander Kobachidze
- Tornike Okriaszwili
- Roberto Soldado
- Xavi
- Juan Mata

### Bramki samobójcze
- Joona Toivio dla reprezentacji Francji